# Suchowola (stacja kolejowa)
Suchowola (ukr. Суховоля, ros. Суховолье) – stacja kolejowa w miejscowości Biłohirja, w rejonie szepetowskim, w obwodzie chmielnickim, na Ukrainie. Położona jest na linii Szepetówka – Tarnopol.